# Chrysolampus luridus
Chrysolampus luridus är en stekelart som beskrevs av Darling 1986. Chrysolampus luridus ingår i släktet Chrysolampus och familjen gropglanssteklar. Inga underarter finns listade i Catalogue of Life.